# Angus
Angus (gael. Aonghas) – jednostka administracyjna (council area) oraz historyczne hrabstwo w Szkocji. Zajmuje powierzchnię 2182 km², a zamieszkana jest przez 116 200 osób (2011). Ośrodkiem administracyjnym jest miasto Forfar.